# Xã Grand Meadow, Quận Mower, Minnesota
Xã Grand Meadow (tiếng Anh: Grand Meadow Township) là một xã thuộc quận Mower, tiểu bang Minnesota, Hoa Kỳ. Năm 2010, dân số của xã này là 306 người.